# Jean-Yves Loude
Jean-Yves Loude est un ethnologue, poète, romancier, scénariste de cinéma et auteur d'ouvrages pour la jeunesse français. Il a débuté par le journalisme et demeure un conteur hors pair pour partager le goût de l'Autre et de l'Ailleurs. Il est né à Lyon le 26 février 1950. Il est aussi auteur d'essais et de récits pour adultes, en lien avec les pays dans lesquels il a effectué de nombreux voyages et séjours, au premier titre desquels le pays Kalash (hautes vallées himalayennes du Pakistan), le Mali, le Burkina Faso mais aussi toutes les terres et îles lusophones : Portugal, Brésil, Cap-Vert, Sao Tomé...

## Œuvres
- L’Aquaplaneur, frontispice d'André Mordant, Paris, Éditions Caractères, 1975, 52 p. (BNF 34550431)
- L’Emmigrateur, ill. de Michaël Maas, Lyon, France, Éditions Francis Deswarte, 1975, 17 f. (BNF 34643450)
- Rococo blues, ill. de Marc Pessin, Saint-Laurent-du-Pont, France, Éditions Le Verbe et l’empreinte, 1978, 82 p. (BNF 34781958)
- Kalash : les derniers infidèles de l’Hindu-Kush, avec Viviane Lièvre, phot. d’Hervé Nègre, Champigneulles, France, Berger-Levrault Éditions, coll. « Espace des hommes », 1980, 179 p.  (ISBN 2-7013-0379-6)
- Le Piéton de Lyon, phot. de René Basset, Paris, A.C.E. éditions, coll. « Le Piéton de.. », 1982, 125 p.  (ISBN 2-86664-007-1)
- Au nord du pôle-corps, Ternay, France, Éditions Pré de l’âge, 1982, 19 p. (BNF 34747124)
- Solstice païen : fêtes d’hiver chez les Kalash du Nord-Pakistan, avec Viviane Lièvre, phot. et dess. d’Hervé Nègre, Paris, Presses de la Renaissance, coll. « De près comme de loin », 1984, 360 p.  (ISBN 2-85616-294-0)
- La Nuit des taureaux, Ternay, France, Éditions Pré de l’âge, 1986, 19 p. (BNF 34870533)
- Sept poèmes et trois abeilles, avec Marie-Christine Gaudin, Paul Gravillon, Jean-Louis Jacquier-Roux et al., Ternay, France, Éditions Pré de l’âge, 1988, 22 p. (BNF 34958230)
- Oulan-Bator, Oulan-Bator, Lyon, France, Éditions Traitements de textes, 1988, 85 p.  (ISBN 2-906226-10-6)
- Chercheurs d’eau, d'après un scénario original de Fitouri Belhiba et Jean-Yves Loude, ill. de Dirat, Lyon, France, Éditions Chardon bleu, 1988, 110 p.  (ISBN 2-86833-021-5)
- Dialogue en noir et blanc : lettres, avec Alexandre Kum′a N′Dumbe, Paris, Éditions Présence Africaine, 1989, 311 p.  (ISBN 2-7087-0525-3)
- Des enfants sur la montagne des Génies, ill. de Dirat, Lyon, France, Éditions Chardon bleu, coll. « Grain de sable », 1989, 116 p.  (ISBN 2-86833-024-X)
- Les Itinéraires littéraires en Lozère, Aubrac, avec Marianne Auricoste, Jean-Pierre Chambon, Michaël Gluck et al., phot. de Paul Amouroux, Remoulins sur Gardon, France, Éditions Jacques Brémond, 1990, 256 p. (BNF 35347087)
- Les Aventures de Atchi le A., avec Benjamin, Benoît, Cédric et al., ill. de Nemo, Saint-Paul-les-Dax, Mairie/Mont-de-Marsan, Conseil général, 1991, 30 p. (BNF 35431302)
- Babour Sher et le polo sauvage, ill. de Dirat, Lyon, France, Éditions Chardon bleu, coll. « Grain de sable », 1991, 111 p.  (ISBN 2-86833-053-3)
- Les Loups du Val d’enfer, ill. de Ruth Imhoff, Lyon, France, Éditions Chardon bleu, coll. « Grain de sable », 1992, 103 p.  (ISBN 2-86833-062-2)
- Le Coureur dans la brume, ill. de Dirat, Caen, France, Éditions Chardon bleu, coll. « Grain de sable », 1994, 116 p.  (ISBN 2-86833-086-X)
- 16 h 16, Ternay, France, Éditions Pré de l’âge, 1994, 16 p. (BNF 35728548)
- Le Roi d’Afrique et la reine mer, avec Viviane Lièvre et Momar Tala Ndiaye, ill. de Dirat, Arles, France, Actes Sud, coll. « Terres d'aventure », 1994, 306 p.  (ISBN 2-7427-0235-0)
- Le Réveil de Baobab. Le Mystère Hans Arp 1, ill. de Jean-Marc Barth, Barr, France, Le Verger éditeur, coll. « Croq'histoires », 1994, 29 p.  (ISBN 2-908367-45-9)
- Baobab n'est pas Zorro. Le Mystère Hans Arp 2, ill. d’Hervé Flores, Barr, France, Le Verger éditeur, coll. « Croq'histoires », 1994, 31 p.  (ISBN 2-908367-45-9)
- Baobab le marin. Le Mystère Hans Arp 3, ill. de Mathias Braun, Barr, France, Le Verger éditeur, coll. « Croq'histoires », 1994, 31 p.  (ISBN 2-908367-45-9)
- Baobab et les mirages. Le Mystère Hans Arp 4, ill. de Luca Erbetta, Barr, France, Le Verger éditeur, coll. « Croq'histoires », 1994, 32 p.  (ISBN 2-908367-45-9)
- Les Défis de Baobab. Le Mystère Hans Arp 5, ill. de Cyrille Berger, Barr, France, Le Verger éditeur, coll. « Croq'histoires », 1994, 32 p.  (ISBN 2-908367-45-9)
- Baobab l'audacieux. Le Mystère Hans Arp 6, ill. de Cyril Bonin et Fabrice Buffard, Barr, France, Le Verger éditeur, coll. « Croq'histoires », 1994, 32 p.  (ISBN 2-908367-45-9)
- Le Retour de Baobab. Le Mystère Hans Arp 7, ill. de Thierry Chapeau, Barr, France, Le Verger éditeur, coll. « Croq'histoires », 1994, 25 p.  (ISBN 2-908367-45-9)
- Le Voyage d’Arthur à l’île de la Virgule, ill. des Enfants des arts Dirat, Alès, France, L'Enfance des arts, 1995, 87 p.  (ISBN 2-9509613-0-4)
- Cap-Vert : notes atlantiques , avec Viviane Lièvre, grav. en taille-douce de Carlos Moreira Gonçalves, Arles, France, Actes Sud, coll. « Terres d'aventure », 1997, 407 p.  (ISBN 2-7427-1153-8)
- Le Coureur dans la brume, ill. de Marcelino Truong, Paris, Éditions Gallimard, coll. « Folio junior », 1997, 113 p.  (ISBN 2-07-051570-2)
- Ana Désir, Genouilleux, France, Éditions La Passe du Vent, 1999, 124 p.  (ISBN 2-84562-001-2)
- Je t’écris de mon cœur lointain, avec douze habitants du quartier de Belleroche, Grigny, France, Éditions Paroles d’aube, coll. « Noces », 1999, 121 p.  (ISBN 2-84384-096-1)
- Les Loups du Val d’Enfer, ill. de Gilbert Maurel, Paris, Éditions Gallimard, coll. « Folio junior », 1999, 93 p.  (ISBN 2-07-052417-5)
- Cap-Vert : un voyage musical dans l'archipel, Genouilleux, France, Éditions La Passe du Vent, 1999, 84 p.  (ISBN 2-84562-002-0)
- Jha en Eden : 12 histoires..., Le Chambon-Feugerolles, France, Éditions La Mosaïque, 1999, 12 fasc.  (ISBN 2-9513681-0-0)
- 151, avenue de la Concorde, Lyon, France, Éditions Mezcal, 2000, 23 p.  (ISBN 2-905805-07-2)
- La Réserve des Visages Nus, Paris, Éditions Gallimard, coll. « Page blanche », 2000, 67 p.  (ISBN 2-07-054182-7)
- Je t’offre ma ville, Genouilleux, France, Éditions La Passe du Vent, 2000, 119 p.  (ISBN 2-84562-013-6)
- Le Signe de Saturne, ill. de Clotilde Perrin, Paris, Éditions Magnard jeunesse, coll. « Les policiers », 2001, 125 p.  (ISBN 2-210-98416-5)
- Sonate d'automne à Montréal, Cambes, France, Éditions du Laquet, 2001, 188 p.  (ISBN 2-84523-052-4)
- Lisbonne : dans la ville noire, avec Viviane Lièvre, Arles, France, Actes Sud, coll. « Aventure », 2003, 314 p.  (ISBN 2-7427-4253-0)
- Tournoi dans l'Himalaya, Cambes, France, Éditions du Laquet, coll. « Roman jeunesse », 2003, 124 p.  (ISBN 2-84523-090-7)
- Le Fantôme du bagne, ill. d’Alex Godard, Paris, Éditions Magnard jeunesse, coll. « Les p'tits fantastique », 2003, 44 p.  (ISBN 2-210-98082-8)
- Prise de Becs, Genouilleux, France, Éditions La Passe du Vent, 2003, 187 p.  (ISBN 2-84562-061-6)
- Le Double Secret des Bessons, Mende, France, Fédération départementale des foyers ruraux de la Lozère, coll. «  On dirait que.... Série littéraire », 2003, 71 p.  (ISBN 2-9503241-4-2)
- Le Vol du nez, Paris, Éditions Magnard jeunesse, coll. « Tipik junior », 2004, 190 p.  (ISBN 2-210-98351-7)
- L’Arche d'Amor, Paris, Éditions Gallimard, coll. « Folio junior », 2005, 129 p.  (ISBN 2-07-051053-0)
- Le Géant inconnu, Cambes, France, Éditions Tertium, coll. « Volubile », 2005, 187 p.  (ISBN 2-916132-00-7)
- Monsieur Poivre, voleur d'épices, ill. de Gérard Poli, Paris, Éditions Belin, coll. «  Terres insolites », 2005, 121 p.  (ISBN 2-7011-4225-3)
- Les Lettres de Tombouctou et de Gourma-Rharous, ill. de Christian Epanya, Bamako, Mali / Genouilleux, France, Éditions Donniya / Éditions La Passe du Vent, 2006, 107 p.  (ISBN 2-84562-108-6)
- L’Usine, Pont-en-Royans ou Le Miracle de la truite, phot. de Charles Fréger, Pont-en Royans, France, La Halle, 2006, 112 p.  (ISBN 978-29528386-0-3)
- Tanuk le maudit, illustré par François Place, Paris, Éditions Belin, coll. «  Terres insolites », 2007, 125 p.  (ISBN 978-2-7011-4585-3)
- Solstice païen : fêtes d’hiver chez les Kalash du Nord-Pakistan, avec Viviane Lièvre, phot. et dess. d’Hervé Nègre, Suilly-la-Tour, Éditions Findakly, coll. « Fleuve jaune », 2007, 389 p.  (ISBN 978-2-86805-136-3)
- Coup de théâtre à São Tomé : carnet d'enquête aux îles du milieu du monde, avec Viviane Lièvre, ill. d’Alain Corbel, Arles, France, Actes Sud, coll. « Aventure », 2007, 349 p.  (ISBN 978-2-7427-7040-3)
- Planète Brasília, phot. de Viviane Lièvre, Cambes, France, Éditions Tertium, coll. « Pays d'encre. Littérature », 2008, 122 p., 16 pl.  (ISBN 978-2-916132-18-1)
- La Sanza de Bam, ill. de Frédérick Mansot, Paris, Éditions Belin, 2008, 32 p., 1 CD  (ISBN 978-2-7011-4850-2)
- La Paix seulement ! : abécédaire de la paix, contes africains imaginés et écrits par des élèves de Cambrai et du Cambrésis, ill. de Christian Epanya, Cambes, France, Éditions Tertium», 2008, 67 p.  (ISBN 978-2-916132-22-8)
- Clara au pays des mots perdus, Cambes, France, Éditions Tertium, coll. «  volubile », 2009, 118 p.  (ISBN 978-2-916132-27-3)
- Le Voyage de l'empereur Kankou Moussa, ill. de Christian Epanya, Paris, Éditions du Sorbier, 2010, 24 p.  (ISBN 978-2-7320-3973-2)
- Le Camion frontière, avec Françoise Malaval, La Roque d’Anthéron, France, Éditions Vents d’ailleurs, 2011, 24 p.  (ISBN 978-2-911412-66-0)
- Les poissons viennent de la forêt, ill. d’Alain Corbel, Paris, Éditions Belin, coll. «  Terres insolites », 2011, 127 p.  (ISBN 978-2-7011-5995-9)
- Voyage avec mes ânes en Côte roannaise et dans les monts de la Madeleine, avec Viviane Lièvre et Alain Jouve, phot. de Viviane Lièvre, Saint-Julien-Molin-Molette, France, J.-P. Huguet, 2011, 253 p.  (ISBN 978-2-35575-126-4)
- Le Voyage de Pénélope, Genouilleux, France, Éditions La Passe du Vent, 2011, 73 p.  (ISBN 978-2-84562-169-5)
- Rémi le rebelle, Cambes, France, Éditions Tertium, coll. «  volubile », 2012, 124 p.  (ISBN 978-2-916132-48-8)
- Pépites brésiliennes, avec Viviane Lièvre, Arles, France, Actes Sud, coll. « Aventure », 2013, 208 p.  (ISBN 978-2-330-01764-4)
- Un cargo pour les Açores (2018), Arles, Actes Sud, 2018, 384 p.,  (ISBN 9782330103996)